# کریستل بوستوس
کریستل بوستوس (انگلیسی: Crystl Bustos؛ زادهٔ ۸ سپتامبر ۱۹۷۷) بازیکن سافت‌بال اهل ایالات متحده آمریکا است. او برنده دو مدال طلای المپیک است. او رکورد جهانی دویدن خانگی در طول یک سری المپیک را با شش رکورد در اختیار دارد.
بوستوس، یک آمریکایی مکزیکی، در کانیون کشور، کالیفرنیا (در حال حاضر بخشی از سانتا کلاریتا) به دنیا آمد. او کار خود را با بازی سافت بال در لیگ کوچک کنیون کانتری آغاز کرد و در کالج محلی پالم بیچ شرکت کرد. او یکی از اعضای تیم سافت بال المپیک ۲۰۰۸ ایالات متحده است که پس از باخت به ژاپن در بازی مدال طلا، مدال نقره را به دست آورد. این باخت، اولین باخت برای زنان ایالات متحده در ۲۳ بازی متوالی المپیک بود. از دستاوردهای او می‌توان به دو قهرمانی جام جهانی (۲۰۰۶ و ۲۰۰۷)، سه مدال طلای پان آمریکا (۱۹۹۹، ۲۰۰۳ و ۲۰۰۷)، و یک مدال طلا در مسابقات جهانی ISF در سال ۲۰۰۶ اشاره نمود. او همچنین برای لیگ سافت بال زنان آکرون ریسرز بازی کرده‌است و با ارزش‌ترین بازیکن لیگ سافتبال حرفه ای زنان آمریکا برای اورلاندو واهوس در سال ۱۹۹۸ معرفی شد.
سال ۲۰۰۸ به عنوان بهترین بازیکن سال سافت بال آمریکا انتخاب شد. بوستوس اعلام کرد که پس از المپیک ۲۰۰۸ پکن از مسابقات بین‌المللی خود را بازنشست خواهد کرد. در اکتبر ۲۰۰۹ مدیر زمین آکرون ریسرز شد، اما تصمیم گرفت در سال ۲۰۱۰ به زمین بازی ریسرز بازگردد.
وی در مسابقات کشوری و بین‌المللی در مجموع برندهٔ ۶ مدال طلا، ۱ مدال نقره شده‌است.